# Nuestra Señora de la Natividad de Chilla
También reconocida como Virgen de la Natividad de Chilla o Virgen de Chilla es una advocación mariana de la Iglesia católica, cuya imagen tiene su principal centro de culto en la Basílica Nuestra Señora de la Natividad de Chilla, en el Cantón Chilla, provincia de El Oro - Ecuador. La Virgen de la Natividad de Chilla es considerada la Patrona del lugar y posteriormente por Bula Papal de Paulo VI, erigida el 10 de noviembre de 1970 como “PATRONA DE LA PROVINCIA DE EL ORO” tiene fieles por todo el país. Cada año, desde el 1 al 10 de septiembre, se reúnen devotos de todas partes para rendir culto a María la madre de Jesús.

## Historia de aparición de la Virgen
Según datos históricos, aseguran que la imagen venerada por miles de orenses, ecuatorianos y extranjeros, fue encontrada por campesinos de "Pueblo Viejo"(antiguo asentamiento del pueblo de Chilla), sobre una ciénega o zona pantanosa (área donde está construido actualmente el edificio del Gobierno Municipal).
Cuenta la leyenda, que un cierto recatado indígena de “Pueblo Viejo”, bajó a pastorear su ganado a lo que hoy se conoce como "Chilla" que era un terreno pantanoso. Y tuvo una visión sobrenatural, sobre un árbol de aliso, la imagen de la Virgen María apareció sobre un huaicundo, vestida de humildad y sencillez; se conmovió y le llamó mucho la atención. La llevaron a su casa y al pueblo. Pero inexplicablemente la Virgen regresó al sitio donde se le apareció, el hecho se repitió por varias ocasiones y los pobladores comprendieron que esto era un aviso, de que la virgen no estaba gustosa de vivir en el pueblo (hoy conocido como Pueblo Viejo o Nueva Fátima) , sino en lo que hoy es "Chilla" nombre que según investigaciones realizadas viene del término quechua que significa "allá está" refiriéndose a la imagen de la Virgen. Según esta versión, dicha aparición fue la causante para que los pobladores de ahora Pueblo Viejo, vayan a habitar y construyan "la iglesia antigua" y fue formando lo que ahora es Chilla.
Otras investigaciones basadas en los registros del Padre José Luis Terán Arzobispo de Quito, un grupo de exploradores españoles en busca de oro, asentaron campamentos en Pueblo Viejo lugar donde tiene su origen el Chilla actual, y trajeron consigo, su devoción a la Virgen de Chilla patrona del pueblo de Candeleda venerada en la provincia de Ávila – España, veneración que data del siglo XIII.

## Himno a la virgen
| Con el alma postrada a tus plantas Virgen Santa de Natividad, su patronal el Oro te aclama en un himno de fe y devoción. Tus exelsas virtudes María hoy cantamos con voz triunfal gratitud expresando al que un día nuestra madre te hizo sin par. Maravillas obró en ti el eterno por ti al mundo Él Señor redimió; en retomo a tu celo materno soberana del cielo te ungió. | A tu pueblo de Chilla dilecto, escogiste por trono y mansión; para ser desde el, el portento de milagros sin interrupción. Aunque ruja de rabia el abismo reprobando nuestra devoción no podrá su infernal egoísmo apartamos jamás de tu amor. | Te rogamos aceptes la ofrenda que traemos con fiel sumisión tus devotos romeros en prenda de filial gratitud y de amor. En retomo a este humilde homenaje, VIRGENCITA DE NATIVIDAD guarda intacto nuestro vasallaje Sanos Madre tu real bendición. |